# Ronning-Haus

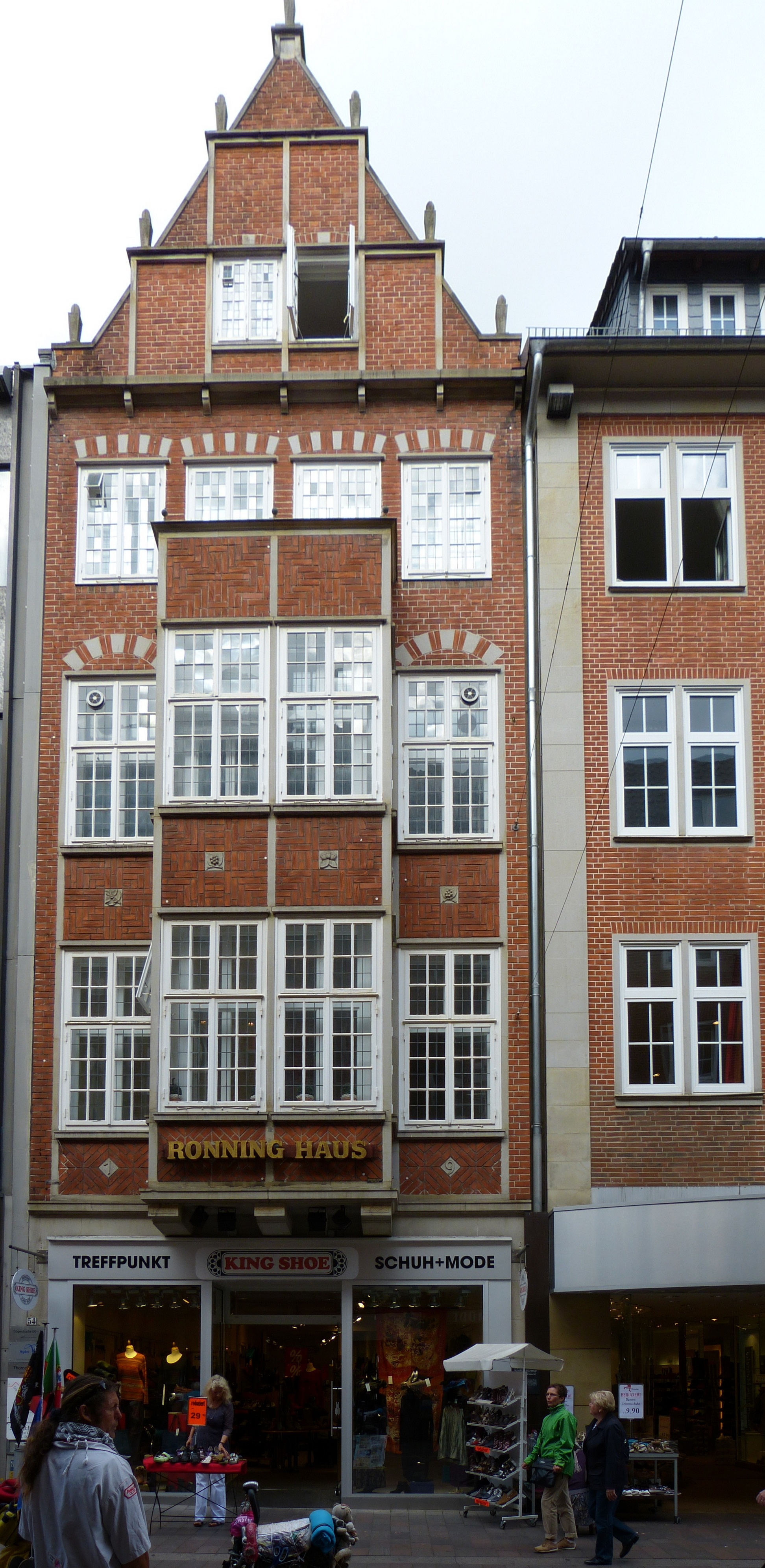
Das Ronning-Haus, Straßenansicht

Das Ronning-Haus in Bremen-Mitte in der Altstadt, Sögestraße 54, ist ein Geschäftshaus.
Das Gebäude wurde 1973 als Bremer Kulturdenkmal unter Denkmalschutz gestellt.

## Geschichte
Die Sögestraße ist eine Haupteinkaufsstraße in Bremen.
Sie wurde im Zweiten Weltkrieg fast vollständig zerstört, so auch das Ladengeschäft des Kaufmanns und Bremer Kaffeerösters Carl Ronning. Ab 1947 bis in die frühen 1950er Jahre erfolgte der Wiederaufbau in der Sögestraße.
Das schmale, giebelständige, viergeschossige und vierachsige Ronning-Haus aus Backstein mit einem zweigeschossigen Erker entstand von 1949 bis 1950 nach den Plänen des Architekten Heinz Logemann. Der markante ornamentale Giebel löste 1950 in Bremen eine heftige Diskussion darüber aus, wie in der Altstadt gebaut werden sollte. In der schmaleren Sögestraße waren einheitlich traufständige Häuser vorgeschrieben. Bauherr Carl Ronning und Logemann bauten aber hinter Bauplanen versteckt und entgegen der Baugenehmigung das Giebelhaus. Die öffentliche Diskussion führte zu einer Befragung der Bevölkerung, die sich zu 98 % für den Giebel aussprach. Senator Emil Theil (SPD) genehmigte nachträglich diese Form des Bauwerks. Der Ausgang des Giebelstreits war ein erstes, wichtiges Beispiel von gelebter Demokratie in Bremen und veränderte die bis zu diesem Zeitpunkt unwidersprochen ausgeübte, gestalterisch stark einengende Genehmigungspraxis der Bremer Baubehörde.